# Язиликая

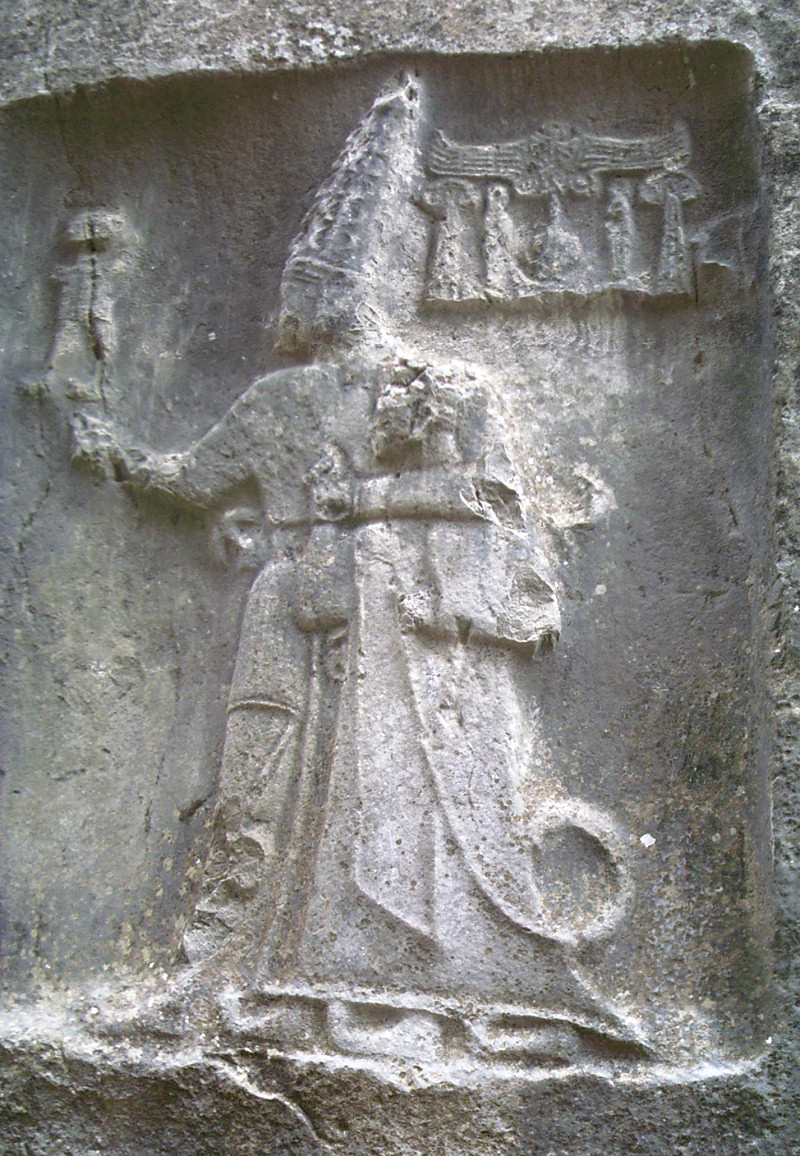
Бог Шаррума та цар Тудхалія. Близько 1250—1220 гг. до Р. Х.

40°01′30″ пн. ш. 34°37′58″ сх. д. / 40.025° пн. ш. 34.63278° сх. д.
Язиликая (тур. Yazılıkaya — розписна скеля) — хетське святилище у скелях поблизу Богазкьоя у Центральній Анатолії (Туреччина).

## Дослідження
Відкрито французьким ученим Шарлем Тексьє в 1838 році.
Досліджено в 1838—1839 роках.
Написи Язиликая розшифровані і прочитані французьким дослідником Еммануелєм Ларошем в 1952—1969 роках.
Найраніші частини комплексу та найдавніші зразки кераміки, 
виявлені при розкопках в Язиликая, відносяться до XV століття до Р. Х., 
але головні споруди, написи, скульптури і рельєфи богів були створені 
під час правління передостаннього хетського царя Тудхалія IV в 1250—1220 роках до Р. Х.
Язиликая складається з центрального приміщення, до якого прибудований храм того ж типу, що й храми столиці Хетського царства — Хаттуса, і бічного приміщення із зображеннями ряду безіменних богів і демонів.
Це бічне приміщення — найдавніша частина всього святилища, створена ще до правління Тудхалія IV.
Воно неодноразово перебудовувалося до кінця Хетського царства, коли біля входу у приміщення були висічені фігури левоголових демонів.
У центральній храмовій частині Язиликая на скелях зображений хуритський пантеон богів: бог бурі Тешуб зі свитою близьких йому богів, хуритська Іштар — Шавушка, боги місяця і сонця, тощо.
Написи, містять хуритські імена богів і деякі інші хуритські слова виконані хеттскими (лувійськими) ієрогліфами.
Святилище і храм Язиликая використовувалися останніми хетськими царями для відправлення заупокійного культу їх династії, що мала хуритське походження.
Язиликая — найзначніший зразок монументального стилю, характеризувалася поєднанням хуритських і лувійських південно-анатолійських елементів і
тривав у мистецтві південній частині Малої Азії і Сирії і після знищення Хетського царства.

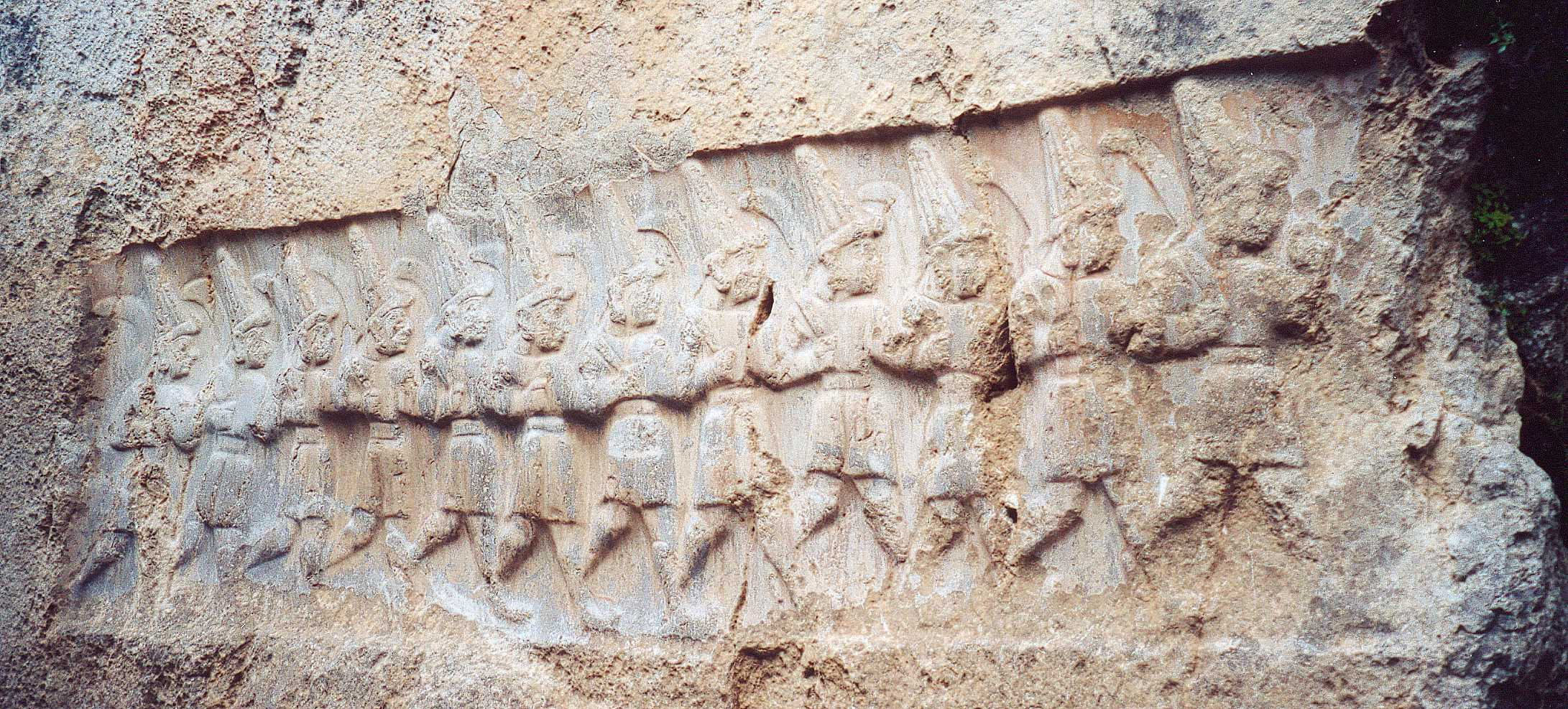
Рельєф, що зображає 12 богів підземного царства